# 平清貞
平 清貞（たいら の きよさだ）は、平安時代後期の武将。平清盛の養子。実父は大外記を務めた中原師元であり、兄に師尚がある。名は一説に「清定」とも。

## 略歴
早くから清盛に養われ、平家の公達として成長。一門の繁栄の中で尾張守に任官する。
寿永3年、一ノ谷の戦いにおいては、義兄知盛の指揮下に入り、生田の森の陣を警備する。しかし源範頼軍に陣を突破されると、従兄弟の経俊、義兄の清房と共に三騎で敵陣に突入し、討ち取られた。
子の師行は後に師尚の養子になり、中原氏に復姓している。

## 系譜
- 父：中原師元
- 母：不詳
- 養父：平清盛
- 妻：不詳
  - 男子：中原師行 - 中原師尚の養子